# 天津出租车

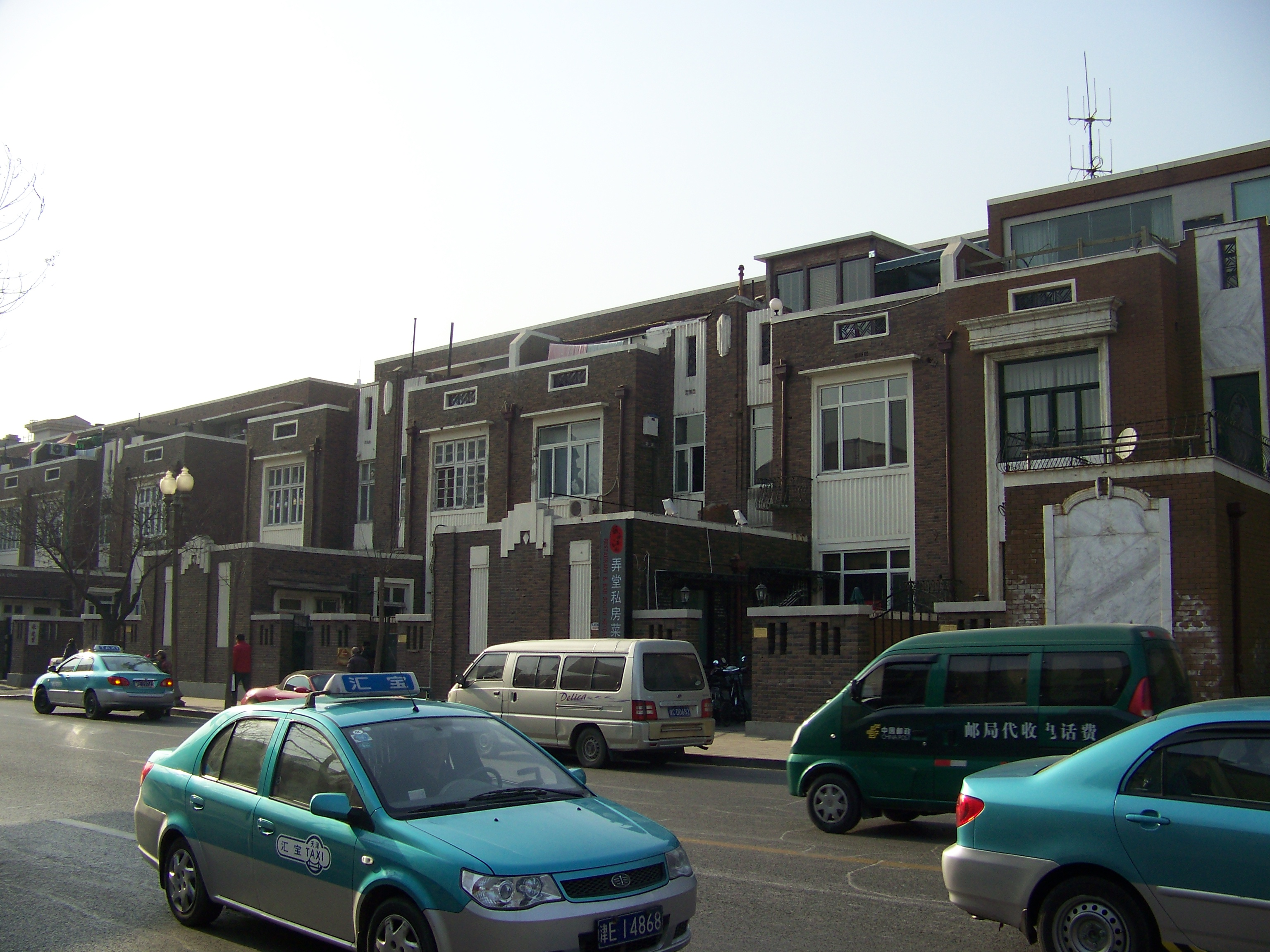
成都道上的出租车

天津出租车是天津的一种城市交通方式。

## 历史
1975年1月1日，“天津市出租汽车公司”成立。此后，天津市政府逐渐增加出租车辆，天津出租汽车行业迅速发展。从90年代至今，大发，夏利和丰田相继成为天津出租车型。自2008年以来，市内主要使用丰田花冠和一汽威志两种车型。

## 价钱
从前，天津出租实行的价格是起步价3公里8元，超过3公里每公里1.7元，另有少量出租车实行每公里2元运价，主要为帕萨特等中高档车型。2011年6月1日开始收取单程1元燃油付加费。2019年12月1日起，燃油附加费并入起步价，排气量1.6升及以下车型，起步价为3公里11元，3公里以上部分每公里2.2元；排气量1.6升以上车型，起步价3公里13元，3公里以上部分每公里2.5元。